# 浅野里沙子
浅野 里沙子（あさの りさこ、1962年4月23日 - ）は、日本の作家。東京都出身。
レーシングチームや芸能プロダクション勤務を経て、2009年、書き下ろし時代小説『六道捌きの龍―闇の仕置人 無頼控―』でデビュー。2010年1月に亡くなった作家の北森鴻とは公私にわたるパートナーで、北森の未完の遺作となった『邪馬台―蓮丈那智フィールドファイルIV―』を書き継いで完成させた。

## 作品リスト

### 単著
- 『闇の仕置人 無頼控』シリーズ
  - 『六道捌きの龍 闇の仕置人 無頼控』（光文社時代小説文庫、2009年8月）
  - 『捌きの夜 闇の仕置人 無頼控（二）』（光文社時代小説文庫、2010年1月）
  - 『暗鬼の刃 闇の仕置人 無頼控（三）』（光文社時代小説文庫、2010年10月）
  - 『埋み火 闇の仕置人 無頼控（四）』（光文社時代小説文庫、2011年9月）
- 『よろず御探し請負い候』（講談社、2012年1月） - 『KENZAN!』掲載。のちに『花篝 御探し物請負屋』（講談社文庫、2015年3月） - 収録作品「蒔絵の重ね」「花篝」「綴れ刺せ」
- 『涅槃の月 おんな隠密闇裁き』（小学館文庫、2013年12月）
- 『藍の雨 蒐集者たち』（ポプラ社、2016年8月） - 収録作品「藍の闇」「ドラジェの夢」「悪女の芽」「雨のオフィーリア」
- 『白い久遠』（東京創元社、2017年10月） - 収録作品「プロローグ」「ベテルギウス」「スィニャチュール」「鬼」「プラスチック・チョコレート」「グラン・フォン・ブラン」「エピローグ」

### 共著
- 北森鴻との共著『邪馬台 蓮丈那智フィールドファイルIV』（新潮社、2011年10月 / 新潮文庫、2014年2月）
- 北森鴻との共著『天鬼越 蓮丈那智フィールドファイルV』（新潮社、2014年12月  / 新潮文庫、2016年3月） - 収録作品「鬼無里」「奇偶論」「祀人形」「補堕落」「天鬼越」「偽蜃絵」[3]